# مناقب‌العارفین
مناقب‌العارفین تذکره‌ای است نوشتهٔ شمس‌الدین احمد افلاکی (درگذشتهٔ ۷۶۱ ه. ق) از مثنوی‌خوانان خانقاه مولویه در قونیه بود و سال‌ها مشغول گردآوری مطالب کتاب خود بوده و آن را در ده فصل به ترتیب در مناقب: بهاء ولد پدر مولوی، برهان‌الدین محقق ترمذی، مولوی (مولانا جلال‌الدین محمد بلخی)، شمس تبریزی، صلاح‌الدین زرکوب، حسام‌الدین چلبی، سلطان ولد، جلال‌الدین چلبی امیر عارف، شمس‌الدین چلبی امیر عابد، و نام‌های فرزندان آن‌ها تنظیم کرده‌است.
مناقب‌العارفین آیینه‌ای از احوال ملک روم و زندگی مولوی و یاران اوست. نثری ساده و روان دارد و از تعبیرات خاص دیار روم و اصطلاحات دیوانی عصر سلجوقیان سرشار است. پاره‌ای از مطالب آن و کشف و کراماتی که به مولوی و دیگران نسبت داده افسانه‌آمیز می‌نماید و استفاده از آن با رعایت جانب احتیاط و مراجعه به دیگر منابع آن عصر میسر است. مناقب‌العارفین به کوشش تحسین یازیجی در دو جلد در انتشارات انجمن تاریخ ترک در سال‌های ۱۹۵۹ و ۱۹۶۱ در آنکارا به چاپ رسیده است.
به سبب شرح آداب و مراسم صوفیان در آن روزگار، کثرت اصطلاحات عرفانی و خانقاهی حائز ارزش فراوان و از منابع دست اول در این موضوع است. از منابع مهم افلاکی یکی هم رساله سپهسالار در مناقب حضرت خداوندگار است. نثر سلیس و روان کتاب نشان‌دهندهٔ نفوذ قاطع و شدید زبان و ادب فارسی در سدهٔ هشتم قمری در آسیای صغیر و میان ساکنان باسواد و درس خواندهٔ آن سرزمین است.
این کتاب را عبدالوهاب بن جلال‌الدین محمد همدانی (درگذشتهٔ ۹۵۴) در سال ۹۴۵ به نام ثوابت المناقب تخلیص کرده‌است.